# Kongress- und Tagungswesen in Österreich
Die Kongress- und Tagungswirtschaft, also der Teil der Veranstaltungswirtschaft, der das Kongresswesen (Tagungen, Hauptbereich des MICE-Sektor) umfasst, stellt  einen zunehmend bedeutenden Faktor in der Sparte Tourismus in Österreich dar.

## Bedeutung der Kongress- und Tagungswirtschaft
Internationale Statistiken sowie der Meeting Industry Report Austria (MIRA) belegen, dass die Tagungsindustrie einen wesentlichen Wirtschaftszweig in Österreich darstellt.
Die österreichische Wirtschaft profitiert im Besonderen von den Charakteristika des Kongresstourismus:
Zum einen verhält sich die Saisonalität des Kongresstourismus entgegengesetzt dem Freizeittourismus. Mit Spitzen im Frühling und Herbst deckt der Kongresstourismus auslastungsschwache Perioden des Freizeittourismus ab. Zum anderen ist die Wertschöpfung von Kongressen und Tagungen beachtlich. Laut der Wiener Tagungsstatistik 2010 liegen die durchschnittlichen Tagesausgaben eines Kongressteilnehmers in Wien bei rund 475 € (im Vergleich dazu gibt ein Freizeittourist in Wien nur rund 270 € pro Tag aus).

Die Bedeutung der Tagungsindustrie konnte durch MIRA erstmals mit handfesten Zahlen belegt werden.
Der Kongresstourismus ist wichtiges Bestandteil des Städtetourismus, einer in Österreich klassisch starken Sparte (mit Wien als Österreichs bedeutendster Tourismusdestination),
insbesondere aber auch eine wichtige Alternative für klassische Tourismusdestinationen im ländlichen Raum (hier besonders für Groß- und Mittelhotels, die unter dem veränderten Ferienverhalten der mobileren Klientel leiden), wie auch in touristischen Entwicklungsregionen (für die der Kongresstourismus mangels anderer Attraktionen einen Einstieg darstellt: In manchen Fachsparten des Tagungstourismus sind abgelegenere „Geheimtipps“ durchaus gefragt). Gleichzeitig gehen Tagungswesen und der Trend zur Wellness Hand in Hand, ein ausgebautes Spa- und Freizeit-Angebot fördert das Profil als Tagungsdestination ebenso, wie Tagungsteilnehmer die Auslastung der Erholungs- und Sportinfrastruktur bereichern – beim Tagungsanbieter selbst genauso wie in der näheren Region, dadurch können Regionen ihre vorhandenen Angebote bündeln. Das ist besonders dort in Österreich von Bedeutung, wo es eine durch die Wintersaison ausgebaute kommunale wie privatwirtschaftliche Freizeitinfrastruktur gibt, die im Kontext Landflucht gebietsweise ebenso weitaus überdimensioniert ist wie in Zeiten des sich wandelnden Wintersports (weg vom klassischen Schifahrer zu den jungen Schneesportarten, Schneemangelproblematik).
Außerdem ist im Kongresstourismus der Binnentourismus (Inlandstourismus) gegenüber dem Incoming-Tourismus – aus dem Ausland – stark ausgeprägt, was die Abhängigkeit von der Wirtschaftslage der Quellländer reduziert, eine Problematik, die nach den Wirtschaftskrisen 2001 und ab 2007 deutlich geworden ist, weil Österreich diese im Prinzip recht gut überstanden hat, dadurch aber auch teuer geworden ist.
Insgesamt greift der Kongress- und Tagungstourismus in alle anderen Sparten des Tourismus förderlich ein, weil es Tagungen in den vielfältigsten Interessensbereichen – wirtschaftlich relevanten ebenso wie solchen der Randsparten und des Hobbys (Convention) – gibt. Gerade die wesentlich breitere Basis an Klientel ist für ein Land, das sich über Jahrzehnte in den Schienen Wintersport, Badeurlaub, Wandern und Bergsteigen sowie Musik und Kultur definiert hat, die heute aber allesamt durch die Globalisierung in weltweiter Konkurrenz stehen, ein wichtiger Faktor.

## Entwicklung
Die langjährige Wiener Tagungsstatistik 2010 zeigte, dass die Anzahl der Kongresse seit Jahren steigt. Ebenso erreichte die Wertschöpfung im Jahr 2010 einen Höchststand.
Kongresse werden kürzer, dafür wird der einzelne Kongresstag intensiver ausgenützt. Eine Kongressteilnahme gilt mehr denn je der beruflichen Weiterbildung. Rahmenprogramme dienen heutzutage vorwiegend dem Networking mit anderen Teilnehmern. Dies ist laut einer Studie ein Grund, warum 1991 noch jeder zweite Teilnehmer eine Begleitperson mitgenommen hat und 2010 dies nur mehr auf jeden sechsten Kongressgast zutrifft.

## Kennzahlen
Kennzahlen aus dem Meeting Industry Report Austria 2011
- 13.348 Kongresse, Firmentagungen und Seminare
- 1,3 Millionen Teilnehmer
- 2,6 Millionen Nächtigungen
- 2,1 % der gesamten Tourismusnächtigungen durch die Kongress- und Tagungsindustrie
- Jeder 9. Städtetourist ist ein Tagungsgast
- In den Landeshauptstädten wurden 11,5 % der Tourismusnächtigungen durch Tagungsgäste generiert
- 19 Kongresse, 31 Firmentagungen, 25 Seminare fanden statistisch betrachtet pro Tag statt
- Jeder vierte Kongress war dem Thema Humanmedizin gewidmet
- November ist beliebtester Kongressmonat
- 93 % der Kongresse haben 10 bis 500 Teilnehmer
- 35 % der Kongresse entfielen auf Wien, 65 % auf die restlichen Bundesländer

## Organisationen
Die wichtigste Branchenvertretung ist das Austrian Convention Bureau (Österreichischer Kongressverband).
Organisationen der Kongressstädte und -orte, regionale spezialisierte Tourismusorganisationen, Destination Management Companies (DMCs):
- Österreich Werbung - abcn austrian business and convention network
- Convention Burgenland
- Conventionland Kärnten
- Convention Bureau Niederösterreich
- Convention Bureau Oberösterreich
- Salzburg Convention Bureau
- Steiermark Convention
- Convention Partner Vorarlberg
- Convention Bureau Tirol
- Vienna Convention Bureau

Kongressreisebüros und Professional Congress Organizer (PCOs)
- admicos.Congress Incentive GmbH
- austriaCongress.com a division of Panorama Tours & Travel GesmbH
- Austropa Interconvention
- e+o meeting, event & travel management GmbH
- Liberty International Reise GMBH
- Mondial Congress & Events